# Дубас Богдан Йосипович

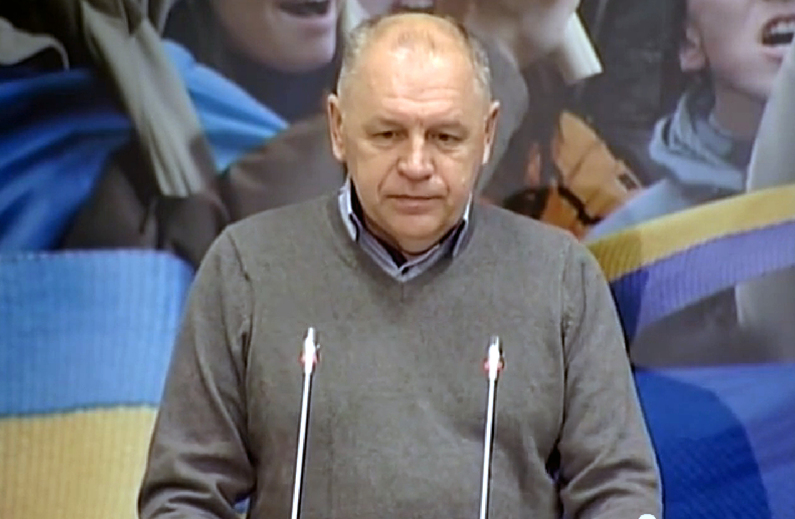
Богдан Йосипович Дубас

Богда́н Йо́сипович Ду́бас (нар. 20 липня 1957, Самбір, Львівська область) — український банкір та політик. Народився в сім'ї робітників.

## Освіта
Закінчив Львівський державний університет (1988, економіст), Тернопільська академія народного господарства (1997, фінанси і кредит), Львівський національний університет ім. І. Франка (2007, юрист-міжнародник).

## Трудова діяльність
Трудову діяльність розпочав у 1975 році.
Обіймав керівні посади у банківських установах, партійній організації «Наша Україна».
Протягом 1993—2004 року — директор Першої львівської філії «Кредит банку» (ЗУКБ).
У 2002—2004 — депутат Львівської обласної ради.
У 2005—2006 роках був Головою правління Державної іпотечної установи, потому — радником Глави Секретаріату Президента України.
У 2008—2010 роках — заступник Постійного Представника Президента України в Автономній Республіці Крим.
Попереднє місце роботи — керівник справами ТОВ «Видавнича група „Життя“».
З 27 лютого 2014 року — комендант Майдану.
7 березня 2014 року призначений першим заступником голови Київської міської державної адміністрації.
19 січня 2017 року — Директор ДП «Держзовнішінформ» http://dzi.gov.ua/ [Архівовано 10 жовтня 2017 у Wayback Machine.]
Одружений, має доньку Наталію та двох синів Андрія та Ореста.

## Нагороди
Нагороджений орденом «За заслуги» ІІІ ступеня.